# テルノフ空軍基地
テルノフ空軍基地（Tel Nof Airbase） は、イスラエル航空宇宙軍の空軍基地であり、ラマト・ダヴィド空軍基地、ネバティム空軍基地と並ぶ、イスラエル空軍の主要な三大基地の一つとされる。イスラエル空軍 第8航空団 (8th Wing, Canaf 8) の飛行隊が所属する。イスラエル中央地区、レホヴォト近郊（南側）に位置する。ICAOはLLEKである。

## 概要
テルノフ空軍基地は、1939年に、イギリス委任統治領パレスチナに駐留するイギリス空軍の主要空軍基地として設置された。1948年の第一次中東戦争から1950年にかけては、エクロン空軍基地と呼ばれていた。現在のテルノフ空軍基地には、F-15A/B/C/D Bazを装備する戦闘機部隊、およびCH-53を装備するヘリコプター部隊、無人航空機IAI エイタンを運用する部隊の他、電子戦を担当する第555部隊、空挺戦闘捜索救難部隊である第669部隊、統合特殊作戦部隊の一つである第888"レファイム"多重次元部隊、航空機や航空兵器の運用試験を行う第601飛行隊、空挺旅団訓練センターなどの特殊な部隊が配備されている。
2011年6月には、テルノフ空軍基地からF-15、F-16に搭載されているプラット・アンド・ホイットニー F100系のジェットエンジン8基が盗まれる盗難事件が発生した。
2024年10月1日に発生したイランによるイスラエルへの大規模攻撃の際、迎撃できなかった弾道ミサイルの一部がテルノフ基地にも着弾したと報じられた。人員や航空機への被害は出ていないとされている。この攻撃ではテルノフ基地の他、南部のネバティム空軍基地、モサドの指揮本部、8200部隊の拠点であるグリロット基地も攻撃を受けた。

## 飛行隊
- 第106飛行隊（スピアヘッド・スコードロン、The Spearhead Squadron）- F-15C/D Baz
- 第114飛行隊（ナイトリーダーズ・スコードロン、The Night Leaders Squadron）- CH-53 Yasur
- 第118飛行隊（ノクターナル・バーズ・オブ・プレイ、The Nocturnal Birds of Prey Squadron）- CH-53 Yasur
- 第133飛行隊（ナイツ・オブ・ザ・ツインテイル、Knights of The Twin Tail）- F-15A/B Baz
- 第210飛行隊（ホワイトイーグル・スコードロン、The White Eagle Squadron）- IAI エイタン
- 第601飛行隊（フライトテストセンター、Flight Test Center）
- レッドバロン飛行隊（英語版）（Red Baron Squadron）- IAI エイタンの運用訓練を目的とする、ドイツ連邦空軍との合同部隊。

## その他の所属部隊
- 第555部隊（英語版）（スカイクロウズ、Sky Crows）- 電子戦部隊。
- 第669空挺戦闘捜索救難部隊  - UH-60 ブラックホーク等を装備する、戦闘捜索救難部隊。
- 第888"レファイム"多重次元部隊（英語版）（888th "Refaim" Multidimensional Unit） - 複数の戦闘兵科にまたがる作戦に対応した統合特殊作戦部隊。
- 空挺旅団訓練センター